# Мухаммад аль-Газалі
Шейх Мухаммад аль-Газалі аль-Сакка (араб. الشيخ محمد الغزالي السقا; нар. 22 вересня 1917 — пом. 9 березня 1996) — мусульманський духовний лідер та науковець, чиї праці «влинули на покоління єгиптян». Автор 94 книжок, шейх Газалі привернув увагу багатьох своїми працями, які прагнули інтерпретувати Іслам та пресвяту книгу Коран у сучасному світлі. Він зробив внесок у відродження Ісламу в Єгипті у сучасному світлі. Інше джерело називає його «одним з найбільш шанованих шейхів у мусульманському світі».

## Ранні роки
Аль-Газалі народився в 1917 році в маленькому місті Нікла аль-Інаб, на південному-сході від прибережного порту Александрії в мухафазі Бухейра. Він закінчив Університет Аль-Азгар у 1941 році. Викладав в Університеті Умм Аль-Кура в Мецці, Університеті Катару та Ісламському університеті аль-аміра Абд аль-Кадіра в Алжирі.

## Праця
Шейх аль-Газалі був головою Академічної Ради Міжнародного інституту ісламського вчення у Каїрі. Шейх аль-Газалі є автором більше шістдесяти книжок, багато з яких перекладені на різні мови та отримали багато нагород, зокрема Орден Республіки Єгипет першого ступеню (1988), премію короля Фейсала (1989) та Нагородою за високу майстерність від Пакистану.

Аль-Газалі відомий на Заході завдяки свідченням на користь вбивць секулярного автора Фарага Фоди. Перед єгипетським судом аль-Газалі говорив: 
Будь-хто, хто відкрито протистояв повній імплементації ісламського права був віровідступником, який повинен бути вбитим або урядом або віруючими особами 
У мусульманському світі аль-Газалі «не лише асоціювався з войовничим процесом». Він «часто з’являвся на державному телебаченні та проповідував у одній з найбільших мечетей Каїру». У 1989 він написав книгу, у якій жорстко критикував те, що він називав «літералізмом, та антиінтерпретивним підходом до тлумачення ісламських текстів» прихильниками течії ахль аль-хадіс. Книга сприяла організації «декількох великих конференцій… у Єгипті та Саудівській Аравії», які критикували книгу, довгі статті в відповідь в саудівській газеті «Ашарг аль-Авсат», головний офіс якої розташовується в Лондоні, та збірні статті інших, які звинувачували аль-Газалі та ставили запитання про «його наміри та компетентність».

Згідно з інформацією Ани Белен Соаге під час суду за вбивство Фарага Фоди, аль-Газалі стверджував:  
Якщо держава не карає віровідступника, то хтось інший зробить це. 
Після спроби вбивства єгипетського президента Хосні Мубарака організацією «Єгипетський ісламський джигад» під час його візиту в Ефіопію у червні 1995 р., «шейх Газалі був з-поміж видатних ісламських духовних лідерів, які приїхали до президентського палацу привітати пана Мубарака з поверненням».

## Особисте життя та смерть
Він одружився з пані Аміною Кута та був батьком семи дітей: двоє хлопчиків та п’ять дівчат. Він був похований у Медині (Саудівська Аравія). Він був відомим шейхом у Єгипті, навіть після його смерті.

## Твори
Приклад його твору:
«Мені не сподобалось те, як вона була вдягнута, коли увійшла в мій офіс. Проте заглянувши в її очі я побачив сум і збентеження, які просили співчуття та спокою. Вона сіла та почала ділитись зі мною своїми переживаннями, щоб знайти відповіді разом.
Я слухав її доволі довго. Я зрозумів, що вона – арабська дівчина, яка отримала освіту у Франції, де виросла. Було також зрозуміло, що вона мало знає про Іслам. Я почав пояснювати їй основні факти, розвіювати сумніви, відповідати на запитання та спростовувати брехню сходознавців про Іслам. Я також не забув згадати про сучасну цивілізацію й про те, що у ній сприймають жінку як дешеве тіло. Наприкінці розмови дівчина записалась на наступний сеанс і вибачилась.
Згодом молодий хлопець – який мав очевидні якості показного ісламського фундаменталіста –  увірвався в мій офіс та сказав грізно: «Як така низько моральна людина була прийнята на роботу сюди?» 
«Робота психолога полягає в прийнятті. Нетипово для нього бачити здорових людей, чи не так?» - я відповів.
«Звісно, ти порадив їй одягнути хіджаб», - він додав.
Я сказав йому: «Проблема є набагато глибшою. Це основа, яка повинна бути закладена. Це віра в Аллага і Судний день. Це бажання дослухатись і підкорятись тому, що було встановлено в Корані та Сунні, окрім поклоніння і поведінки: стовпи, без яких іслам не може існувати. Він перебив мене словами: «Усе це не означає, що ми не повинні наказувати їй одіти хіджаб».
«Мені не сподобається, якщо вона прийде з повністю покритим тілом, але в її серці не буде Аллага. Я навчив її основ, які допоможуть їй вирішити, без жодного примусу, одягати пристойний одяг», - я спокійно відповів. 
Він намагався перебити мене знову, тому я сказав твердо: «Я не можу тягнути Іслам за хвіст, як ти робиш. Я закладаю фундамент і потім починаю будувати, таким чином я зазвичай мудро досягаю того, що хочу».
Два тижні потому дівчина повернулась. Вона була одіта у більш пристойний одяг з шарфом на голові. Вона знову почала запитувати, а я – навчати. Потім я спитав: «Чому б тобі не піти у найближчу до твоєї домівки мечеть?» Я сказав це і відчув докори сумління. Я пам’ятав, що мечеті закриті для жінок. Дівчина відповіла, що вона ненавидить людей релігії і не любить слухати їх. 
«Чому?» - я спитав.
«Вони безсердечні та зневажають нас», - вона швидко відповіла.
Я не знаю, чому я згадав Хінд (дружину Абу Суф’яна). Одну з тих, хто жував печінку Хамзи та сильно воювали з мусульманами до 8 року за хіджрою. Вона не мала правдивих знань про Пророка. Однак, коли вона дізналась про нього та побачила хороші манери, вона сказала йому: «Я ніколи не бажала комусь на цій планеті бути приниженим більше, ніж тобі та твоїй сім’ї. Тепер я не хочу бачити нікого на Землі більш шанованого, ніж ти та твоя сім’я». Доброта та співчуття Пророка змінювали серця людей навколо нього. 
«Зараз, чи вивчіли вони якусь  дуа  від їх Пророка? Чи вони навчились збиратись разом замість рухатись врізнобіч, і приносити хороші новини замість говорити те, що відштовхує людей від них і від Ісламу?»

## Праці
Деякі його роботи:
- Іслам та сучасна економіка
- Іслам та політична деспотія
- Фанатизм та толерантність між християнством та ісламом
- Фікх аль-сіра
- Тафсір Корану
- Не з Ісламу
- Наш інтелектуальний спадок
- Оновлення нашого життя
- Іслам та проблеми жінок
- Сунна Пророка: між юристами та знавцями хадисів